# Еусебіо Техера
Еусебіо Техера (ісп. Eusebio Tejera, нар. 6 січня 1922 — пом. 9 листопада 2002) — уругвайський футболіст, що грав на позиції захисника.
Виступав, зокрема, за клуб «Насьйональ», а також національну збірну Уругваю.
Триразовий чемпіон Уругваю. У складі збірної — чемпіон світу. 

## Клубна кар'єра
У дорослому футболі дебютував 1942 року виступами за команду клубу «Белья Віста», в якій провів один сезон. 
Протягом 1943—1945 років захищав кольори команди клубу «Рівер Плейт» (Монтевідео).
Своєю грою за останню команду привернув увагу представників тренерського штабу клубу «Насьйональ», до складу якого приєднався 1945 року. Відіграв за команду з Монтевідео наступні шість сезонів своєї ігрової кар'єри. Більшість часу, проведеного у складі «Насьйоналя», був основним гравцем захисту команди. За цей час тричі виборював титул чемпіона Уругваю.
Протягом 1951—1953 років захищав кольори команди колумбійського «Кукута Депортіво».
Завершив професійну ігрову кар'єру 1954 року в клубі «Насьйональ», у складі якого вже виступав раніше.
Помер 9 листопада 2002 року на 81-му році життя.

## Виступи за збірну
1945 року дебютував в офіційних матчах у складі національної збірної Уругваю. Протягом кар'єри у національній команді, яка тривала 10 років, провів у формі головної команди країни 31 матч.
У складі збірної був учасником чемпіонату світу 1950 року у Бразилії, здобувши того року титул чемпіона світу, а також чемпіонату світу 1954 року у Швейцарії.

## Титули і досягнення
- Чемпіон Уругваю (3):

«Насьйональ»:  1946, 1947, 1950
- Чемпіон світу: 1950
- Бронзовий призер Чемпіонату Південної Америки: 1947